# 제8군단지휘부
육군 제8군단 지휘부(중국어 정체자: 軍第八軍團指揮部, 영어: 8th Field Army, Republic of China)는 중화민국 육군사령부 예하 3개 군단급 작전지휘부 중 하나로서, 남타이완에 해당하는 타이난시, 가오슝시, 핑둥현의 방어를 맡고 있다.
전시에는 제4작전구(4th TO)로 알려진 책임지역을 맡게 된다.

## 역사

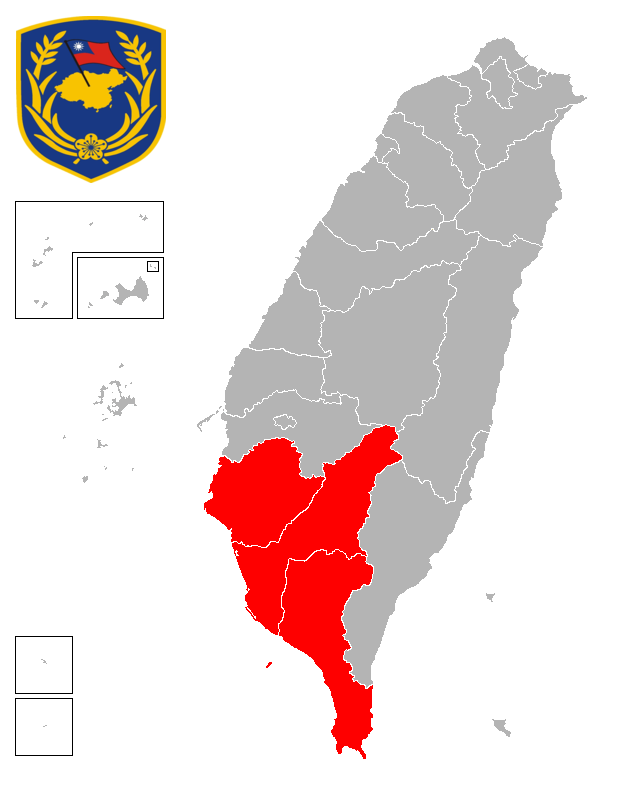
제8군단의 책임지역

1939년 3월 1일, 국민혁명군 제200사단이 제5군으로 개편되었다.
1949년 10월 1일, 제19군이 광둥성 산터우에서 창설되었다.
1950년 6월 1일, 대만 경비총사령부 산하 臺灣東部防守區司令部, 대만 동부방위구사령부가 대만성 화롄현 화롄시에서 창설되었다.
1954년 7월 1일, 제5군 및 제19군을 합쳐 푸젠성 진먼에서 제4군을 편성하였다.
1955년 7월 1일, 대만 동부방수구사령부 및 육군 제4군을 합쳐 타오위안 후터우산에 預備部隊訓練司令部, 예비부대훈련사령부를 편성하였다.
1955년 8월 15일, 예비부대훈련사령부가 타이중 첸청으로 이사하였다. 
1964년 9월 1일, 陸軍作戰發展司令部, 육군작전발전사령부가 타오위안 룽탄에서 창설되었다.
1964년 12월 18일, 예비부대 훈련사령부가 육군훈련사령부로 개명되었다.
1966년 6월 16일, 훈련사령부 및 작전발전사령부를 합쳐 타이중 간청에서 훈련작전발전사령부를 편성하였다.
1970년 11월 14일, 훈련작전발전사령부가 가오슝 펑산으로 이사하였다.
1979년 7월 1일, 육군총사령부 예하 "육군 제8군단사령부"로 개편되었다. 8월 9일, 가오슝시 치산구 泰山營區로 이사하였다.
1999년 7월 16일, 가오슝시 펑산구 衛武營區로 이사하였다.
2003년 11월, 대만 가오슝시 치산구 泰山營區로 이사하였다.
2006년 3월 1일, 정진안에 따라 육군 제8군단 지휘부로 지위가 한단계 내려갔다.

## 조직

### 지휘부
- 지휘관: 중장 1명
- 부지휘관: 소장 1명
- 참모장: 소장 1명
- 부참모장: 상교 2명
- 정치작전주임: 소장 1명
- 부정치작전주임: 상교 2명
- 군단 사관독도장: 1등 사관장 1명

### 직할부대
- 본부중대
- 헌병중대
- 보병대대 - 대만 타이난시 신화구
- 화학병 제39군 - 타이난시 융캉구
- 공병 제34군 "神斧部隊" - 타이난시 신화구
- 포병 제43지휘부 - 가오슝시 다수구

### 예하부대

#### 정규군
- 보병 제117여단 "海鵬部隊" - 가오슝시 펑산구
- 보병 제137여단 "南威部隊" - 타이난시 다네이구
- 보병 제203여단 "實踐部隊" - 타이난시 관톈구
- 기계화보병 제333여단 "埔光部隊" - 대만 핑둥현 완롼향
- 장갑 제564여단 "少康部隊" - 가오슝시 아롄구

#### 예비군
- 타이난시 후비여단 - 대만 타이난시
- 가오슝시 후비여단 - 대만 가오슝시
- 핑둥현 후비여단 - 대만 핑둥현 팡랴오향

### 배속부대
- 제4지구지원지휘부 - 대만 가오슝시 치산구
- 남부지구후비지휘부

### 1979년 7월 1일
- 第一〇八新訓預備師→제108신훈예비사단 - 타이난 관톈 → 보병 제203여단
- 第三三三重裝步兵師→제333중장보병사단 - 타이난 신화 → 기계화보병 제333여단
- 第一〇一新訓預備師→제101신훈예비사단 - 가오슝 런우 → 폐지
- 第一五八重裝步兵師→제158중장보병사단 - 가오슝 런메이 → 례위 수비대대
- 第二〇三新訓預備師→제203신훈예비사단 - 핑둥 룽취안 → 보병 제203여단
- 第六四獨立裝甲兵旅→제64독립장갑병여단 - 가오슝 아롄 → 장갑 제564여단
- 第七〇三戰車群→제703전차군 - 대만 핑둥 룽취안[fn 1]
  - 戰車第七七四營 - 대만 핑둥 룽취안
  - 戰車第七七五營 - 대만 타이난
  - 戰車第七七七營 - 대만 동부 해안(東岸)

## 같이 보기
- 제6군단지휘부
- 제10군단지휘부

## 참고